# Esteve Soler i Miralles
|  | Aquest article tracta sobre el dramaturg català. Vegeu-ne altres significats a «Esteve Soler». |

Esteve Soler i Miralles (Barcelona, 1976) és un dramaturg català, format a l'Institut del Teatre i la Sala Beckett, on fa classes d'escriptura dramàtica. Des de 2008, la trilogia formada per les obres “Contra el progrés”, “Contra l'amor” i “Contra la democràcia” ha estat traduïda a dotze idiomes (anglès, francès, alemany, castellà, grec, italià, danès, romanès, txec, hongarès, rus i croat), mentre que més de mig centenar de directors les han fet seves en països com ara Anglaterra, Alemanya, Estats Units, França, Romania, Suïssa, Àustria, Grècia, Veneçuela i Xile. Ha format part de les seccions oficials dels festivals Theatertreffen i Literaturfestival, ambdós de Berlín, i del certamen francès La Mousson d'Été (en dues ocasions). Algunes de les seves altres obres s'han estrenat al Teatre Nacional de Catalunya i el Teatre Lliure. Contra la democràcia va ser guardonada amb el premi Serra d'Or i Contra el progrés va guanyar el premi francés Godot, en tots dos casos com a millors textos teatrals de l'any. Ha dirigit amb l'arquitecte Jordi Queralt la instal·lació artística “Contra la ciutat”, estrenada a FiraTàrrega.